# Ranjith
Ranjith (4 de septiembre de 1964) es un galardonado director de cine, indio, guionista y productor conocido por su trabajo en el cine en malayalam. Él es muy popular por las películas Nandanam (2002), Thirakkatha (2008), Paleri Manikyam (2009), Pranchiyettan & the Saint (2010), y Indian Rupee (2011).
En su carrera de más de dos décadas, tiene guion de varias películas de éxito comercial incluyendo Devaasuram (1993), Aaraam Thampuran (1997), Summer in Bethlehem (1998), y Narasimham (2000).
En el año 2001, Ranjith hizo su debut como director con Ravanaprabhu, una secuela de Devaasuram. Sus direcciones en Thirakkatha e Indian Rupee ganaron el Premio Nacional de Cine a la Mejor Película en malayalam en 2008 y 2011, respectivamente.